# فرودگاه استاکتون متروپولیتن
فرودگاه استوکتون متروپولیتن (به انگلیسی: Stockton Metropolitan Airport) (به زبان بومی: Stockton AAF) یک فرودگاه همگانی با کد یاتا SCK است که یک باند فرود آسفالت دارد و طول باند آن ۳۲۴۶ متر است. این فرودگاه در کشور ایالات متحده آمریکا قرار دارد و در ارتفاع ۱۰٫۱ متری از سطح دریا واقع شده‌است.

## شرکت‌های هواپیمایی و مقصدهای پروازی

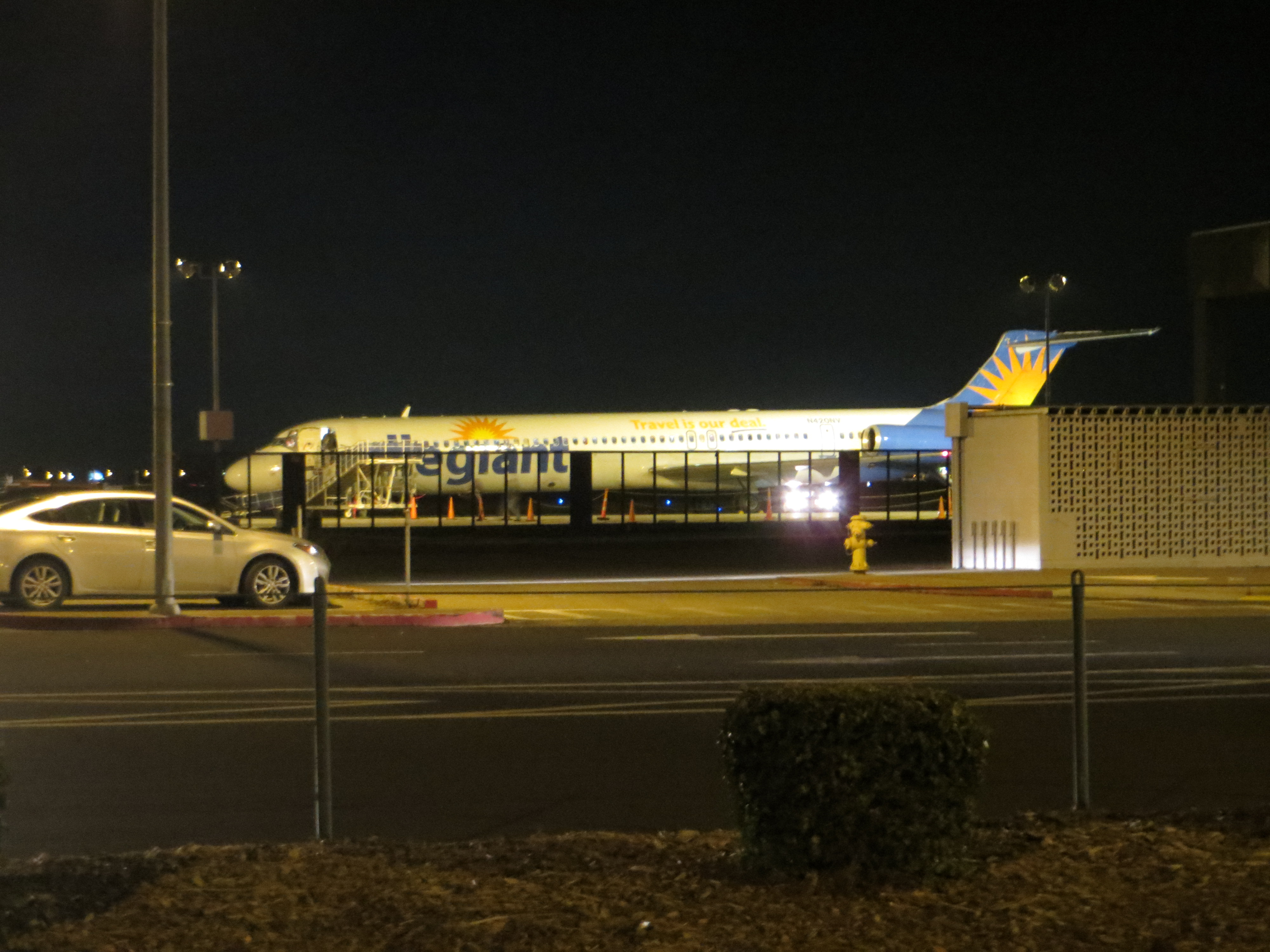
An الیجنت ایر مک‌دانل داگلاس ام‌دی-۸۰ awaiting departure to Las Vegas

### مسافری
| شرکت‌های هواپیمایی | مقصدهای پروازی               |
| ----------------- | ---------------------------- |
| الیجنت ایر        | مک‌کاران، فینکس-مسا، سن دیه‌گو |

### باری
| شرکت‌های هواپیمایی                                  | مقصدهای پروازی                                                                     |
| -------------------------------------------------- | ---------------------------------------------------------------------------------- |
| Amazon Prime Air اجرا توسط ایر ترنسپورت اینترنشنال | ثرگود مارشال بالتیمور واشینگتن، سینسیناتی/کنتاکی شمالی، انتاریو، فینکس اسکای هاربر |